# La Dernière Communion de saint José Calasanz
La Dernière Communion de Saint Joseph de Calasanz (en espagnol : La última comunión de san José de Calasanz) est une huile sur toile de Francisco de Goya peinte en 1819 destiné à l'école Pieuse de l'église du collège San Antonio abée de Madrid. Cette dernière est reliée à l'autel de l'église Saint-Antoine par l'une de ses chapelles latérales. 
Lorsqu'il remis la toile Goya rendit 6000 des huit mille réaux qu'il avait reçues comme arrhes pour Le Christ au jardin des Oliviers. Il accompagna son geste d'une note expliquant qu'il le faisait pour son « compatriote » Joseph Calasanz. Ce dernier était le fondateur de l'école où Goya reçut ses premières leçons.

## Sujet
Le tableau montre Joseph Calasanz en train de communier à quatre-vingt-un ans dans l'église San Pantaleo à Rome. Le saint, au visage moribond, reçoit l’hostie à genoux sur un coussin rouge, éclairé par un rayon de lumière divine qui imprègne le sombre tableau d'une tension pieuse et mystique.

## Analyse
Le fond est noir et la palette très sombre (les seules des zones chaudes sont des tons rouges et jaunes des chairs). Ils contrastent avec l'habit blanc du prêtre et rappellent les Peintures noires dont les premières datent de cette époque. 
Les deux tableaux peints pour Escolapios reprennent la peinture religieuse espagnole de l'âge d'or ; constatant les changements radicaux de la société entre la  maison de Hasbourg et les premières années du XIXe siècle, notamment après le tournant radical de la Révolution française José Camon Aznar en fait même le chant du cygne de la peinture religieuse occidentale. 
Le travail montre une réelle ferveur, mais la transcendance religieuse que l'art avait n'était plus possible. C'est l'humain qui donne maintenant le sens de l'iconographie religieuse : l'agonie de l'ancien fondateur, l'attitude pieuse des personnages qui l'entourent, le recueillement, l’imminence de la mort. 
Une ébauche du tableau est conservée au Musée Bonnat de Bayonne. C'est un croquis très libre et fougueux du projet, une esquisse dans les ocres et des nuances de noirs et de gris, très emblématique de la palette du peintre à cette époque.